# Oakfield (Wisconsin)
Oakfield é uma vila localizada no estado norte-americano de Wisconsin, no Condado de Fond du Lac.

## Demografia
Segundo o censo norte-americano de 2000, a sua população era de 1012 habitantes.
Em 2006, foi estimada uma população de 1009, um decréscimo de 3 (-0.3%).

## Geografia
De acordo com o United States Census Bureau tem uma área de
2,5 km², dos quais 2,5 km² cobertos por terra e 0,0 km² cobertos por água. Oakfield localiza-se a aproximadamente 275 m acima do nível do mar.

## Localidades na vizinhança
O diagrama seguinte representa as localidades num raio de 16 km ao redor de Oakfield.